# Iganga (district)
Iganga is een district in het oosten van Oeganda. Hoofdstad is de gelijknamige stad Iganga. Het district Iganga telde in 2014 339.311 inwoners en in 2020 naar schatting 402.600 inwoners. Meer dan 83% van de bevolking woonde in 2020 op het platteland.
Het district bestaat uit een county (Kigulu) en telt een stad (Iganga). Het is onderverdeeld in 12 sub-counties, 66 gemeenten (parishes) en telt 439 dorpen.